# Jennifer Doudna
Jennifer A. Doudna Cate ForMemRS (Washington, D.C., 19 de fevereiro de 1964) é uma bioquímica, bióloga molecular, pesquisadora e professora universitária norte-americana.
Realizou um trabalho pioneiro na edição de genes CRISPR além outras contribuições fundamentais em bioquímica e genética. Doudna foi uma das primeiras mulheres a dividir um Nobel nas ciências. Ela recebeu o Prêmio Nobel de Química de 2020, com Emmanuelle Charpentier, “pelo desenvolvimento de um método de edição de genoma”. É professora catedrática do Chanceler Li Ka Shing no departamento de química e no departamento de biologia molecular e celular da Universidade da Califórnia em Berkeley e pesquisadora do Instituto Médico Howard Hughes desde 1997.
Doudna se formou no Pomona College em 1985 e obteve o doutorado pela Escola de Medicina Harvard em 1989. Além de sua cátedra em Berkeley, ela também é presidente e presidente do conselho do Innovative Genomics Institute, cientista docente do Laboratório Nacional Lawrence Berkeley, pesquisadora sênior do Gladstone Institutes e professora adjunta de farmacologia celular e molecular da Universidade da Califórnia em São Francisco (UCSF). Em 2012, Doudna e Emmanuelle Charpentier foram as primeiras a propor que CRISPR-Cas9 (enzimas de bactérias que controlam a imunidade microbiana) poderiam ser usadas para edição programável de genomas, que foi considerada uma das descobertas mais significativas da história da biologia. Desde então, Doudna tem sido uma figura importante no que é conhecido como a "revolução CRISPR" pelo seu trabalho fundamental e liderança no desenvolvimento da edição do genoma mediada pelo CRISPR.
Seus muitos outros prêmios e bolsas incluem o Prêmio Alan T. Waterman de 2000 por sua pesquisa sobre a estrutura de uma ribozima, conforme determinado pela cristalografia de raios X e o Prêmio Revelação em Ciências da Vida de 2015 pela tecnologia de edição de genoma CRISPR-Cas9, com Charpentier. Ela foi co-recebedora do Prêmio Gruber de Genética (2015),[15] do Prêmio Tang (2016), do Prêmio Internacional Gairdner do Canadá (2016), e do Prêmio Japão (2017). Ela foi nomeada uma das 100 pessoas mais influentes da revista Time em 2015.

## Biografia
Doudna nasceu em 1964, em Washington, D.C., filha de Dorothy Jane (Williams) e Martin Kirk Doudna. Seu pai era doutor em literatura inglesa pela Universidade de Michigan, e sua mãe, dona de casa, tem mestrado em educação. Quando Doudna tinha sete anos, a família mudou-se para o Havaí para que seu pai pudesse assumir o cargo de professor de literatura americana na Universidade do Havaí em Hilo. A mãe de Doudna obteve um segundo mestrado em história asiática na universidade e lecionava história em uma faculdade comunitária local.
Crescendo em Hilo, no Havaí, Doudna ficou fascinada pela beleza ambiental da ilha e por sua flora e fauna. O contato com a natureza foi fundamental para nutri sua curiosidade e o seu desejo de compreender os mecanismos biológicos subjacentes à vida. Isso se somava à atmosfera de busca intelectual que seus pais incentivavam em casa. Seu pai gostava de ler sobre ciência e enchia a casa com muitos livros sobre ciência popular. Quando Doudna estava na sexta série, ele lhe deu um exemplar do livro de James Watson, de 1968, sobre a descoberta da estrutura do DNA, chamado The Double Helix, que lhe serviu de inspiração. Doudna também desenvolveu seu interesse por ciências e matemática na escola. Embora Doudna tenha ouvido que “as mulheres não estudam ciências”, ela sabia que queria ser cientista. Doudna disse: "Quando alguém me diz que não posso fazer algo e eu sei que posso, isso apenas me deixa mais decidida a fazê-lo."
Enquanto frequentava a Hilo High School, o interesse de Doudna pela ciência foi nutrido por sua professora de química do 10º ano, a Sra. Jeanette Wong, a quem ela costuma citar como uma influência significativa no despertar de sua nascente curiosidade científica. Uma palestrante visitante sobre células cancerígenas incentivou ainda mais sua busca pela ciência como opção de carreira. Ela passou um verão trabalhando na Universidade do Havaí, no laboratório de Hilo, do famoso micologista Don Hemmes e se formou no ensino médio em 1981.
Doudna ingressou na graduação no Pomona College em Claremont, na Califórnia, onde estudou bioquímica. Durante seu primeiro ano, enquanto fazia um curso de química geral, ela questionou sua própria capacidade de seguir uma carreira científica e considerou mudar seu curso para francês no segundo ano. No entanto, seu professor de francês sugeriu que ela se dedicasse às ciências. Os professores de química Fred Grieman e Corwin Hansch em Pomona tiveram um grande impacto sobre ela. Ela iniciou sua primeira pesquisa científica no laboratório da professora Sharon Panasenko. Ela obteve seu diploma de bacharel em bioquímica em 1985. Ela escolheu a Universidade Harvard para seu doutorado e obteve um doutorado em Química Biológica e Farmacologia Molecular em 1989. Sua tese foi sobre um sistema que aumentou a eficiência de um RNA catalítico auto-replicante e foi supervisionada por Jack Szostak. No pós-doutorado trabalhou com Szostak e com Thomas Cech na Universidade do Colorado.

## Carreira
Desde 1997, Doudna trabalha no Instituto Médico Howard Hughes sendo também atuante desde 2003 no Laboratório Nacional de Lawrence Berkeley. Seu marido, Jamie Cate, foi um de seus primeiros alunos sendo atualmente (situação em 2014) também professor da Universidade da Califórnia em Berkeley.
Em 2015, Doudna e sua colaboradora, Emmanuelle Charpentier do Centro Helmholtz para Pesquisa de Infecções na Alemanha, receberam o Breakthrough Prize in Life Sciences perfazendo 3 milhões de dólares para cada uma, pela invenção da revolucionária ferramenta para a edição de DNA CRISPR. Essa técica rendeu- às duas o Prêmio Nobel de Química de 2020.

## Realizações
Doudna realizou pesquisas inovativas que levaram a um método que possibilitou a cristalização de grande moléculas de RNA.

## Condecorações
- 1999: William O. Baker Award for Initiatives in Research da Academia Nacional de Ciências dos Estados Unidos[18]
- 2000: Prêmio Alan T. Waterman[17]
- 2001: Prêmio Eli Lilly de Química Biológica[19]
- 2002: Membro da Academia Nacional de Ciências dos Estados Unidos[20]
- 2003: Membro da Academia de Artes e Ciências dos Estados Unidos[21]
- 2014: Prêmio Dr. Paul Janssen de Pesquisa Biomédica (com Emmanuelle Charpentier)[22]
- 2014: Prêmio Gabbay (com Feng Zhang e Emmanuelle Charpentier)[23]
- 2015: Breakthrough Prize in Life Sciences
- 2016: Prêmio de Bioquímica e Biofísica A.H. Heineken
- 2020 – Prêmio Wolf de Medicina (com Emmanuelle Charpentier)[24]
- 2020 - Prêmio Nobel de Química[6]